# Borati
Borati je skupina od 125 minerala u kojima se kovinasti elementi spajaju s boratom ( BO3 ), soli borne kiseline (H3BO3); primjerice s boraksom ( Na2B4O5(OH)4*8H2O ). Jedinice borata oblikuju lance i plohe, slične onima što se mogu naći u SiO4 skupinama u silikata.
Borati su topljivi u vodi.
Nastaju hidatogeno iz slanih jezera, ali mogu nastati i kao proizvodi vulkanskih ekshalacija.

### Najrasprostranjeniji borati
- Boracit
- Boraks